# Dominio digital

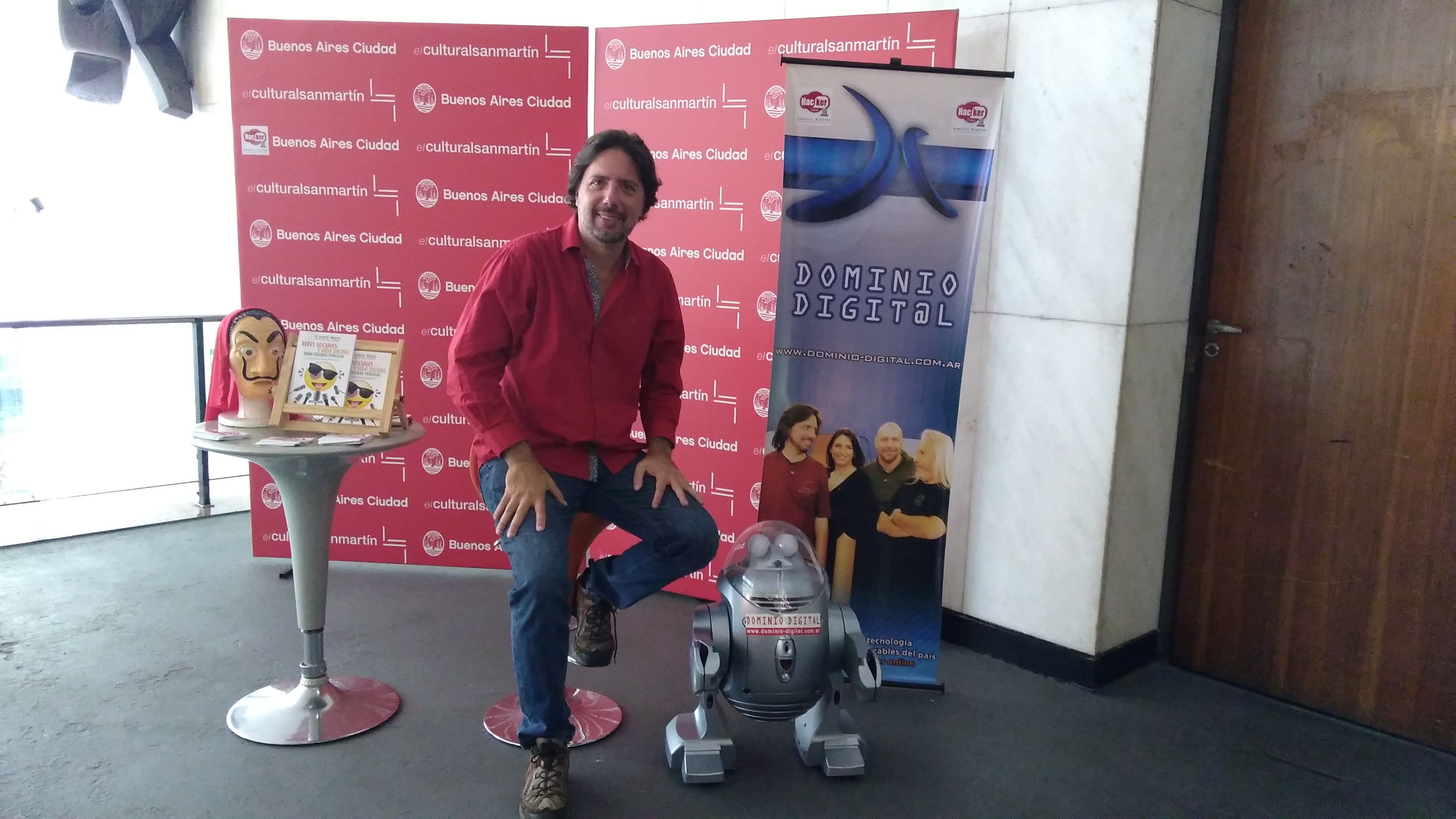
Claudio Regis en el Stand de Dominio Digital en FLISoL CABA 2018

Dominio digital es un programa televisivo sobre informática con 600 emisiones entre 1996 y 2022. 
En el año 2018 empezó una nueva etapa en radio y video streaming a través de Facebook Live, Youtube, Twitch y Podcast.
El equipo está integrado por Claudio Regis como conductor del programa y Daniela Gastaminza, Daniel Cialdella, Alejandro Ponicke y Daniel Sentinelli (alias "El Chacal") como columnistas. Además, con el tiempo se han sumado otros columnistas invitados como Hernán Popper, Fernando Monticelli, Maximiliano Firtman, Gastón M. Ferreirós, Joel Chornik y el youtuvidente Matias Giunta. 
El programa empezó en 1996 por cable en diferentes señales (Magazine, Metro, Menorah, Canal María,Canal Ideas, Canal Alternativa, etc)  pero en 2003 pasó a la Televisión Abierta en Televisión Pública Argentina.
Actualmente se emite por Youtube en su canal oficial.

## Temáticas
El programa trataba temas muy diversos desde las novedades tecnológicas, temas espaciales, hasta cuestiones de privacidad y seguridad, incluso fueron pioneros en debates en televisión como la votación con medios electrónicos.
Entre los distintos debates que surgían se encontraban los del uso de software libre vs el software no libre, mostrando ambos puntos de vista con ventajas y desventajas de los mismos.
Para festejar los 15 años de programas se lanzó una cápsula estratosférica llamada "Clementina" desde San Luis que llegó a los 100.000 pies de altura.
Uno de los programas de mayor repercusión fue el "Especial sobre Voto electrónico" el que incluso formó parte de varias presentaciones judiciales.